# Гладких Михайло Іванович
Гладких Михайло Іванович (*15 листопада 1941, Покровське, Теплоогарьовський район, Тульська область) — український археолог, доктор історичних наук, професор Київського національного університету ім. Тараса Шевченка.

## Життєпис
Закінчив суворовське училище, вже на останньому курсі якого зацікавився археологією. Навчався на історичному факультеті Київського університету ім. Тараса Шевченка (1961–1966 рр.). До 1975 р. працював в Інституті археології АН УРСР на посаді молодшого наукового співробітника. З 1975 року працює в Київському університеті старшим викладачем (1975–1979 рр.), доцентом (1979–1985 рр.), старшим науковим співробітником (1985–1987 рр.), з 1987 року — доцентом, завідувачем кафедри археології та музеєзнавства.
У різні роки викладав курси: «Основи археології», «Історія первісного суспільства», «Проблеми пізнього палеоліту», «Історіографія археології» та інші.
У 1975 році очолював Дніпропетровську госпдоговірну археологічну експедицію. З 1976 року керує палеолітичними археологічними експедиціями.
Засновник і голова Товариства археології та антропології, член редакційної колегії видання товариства "Vita Antiqua".

## Наукові інтереси
Досліджує археологію кам'яної доби, зокрема, займається типологією і статистичним аналізом кам'яних виробів, виявляє локальні варіанти матеріальної культури пізнього палеоліту, займається типологією та соціальною реконструкцією палеолітичних жител і поселень.
Кандидатська дисертація "Пізній палеоліт Лісостепового Придніпров'я" (1973), докторська дисертація "Історична інтерпретація пізнього палеоліту" (1991).
Автор понад 100 наукових праць.

## Основні праці
- Історична інтерпретація пізнього палеоліту (за матеріалами території України). К., 1991.
- Давня історія України. У 2 т. К., 1997. Т. 1. (у співавт.).
- Історія первісного суспільства. Підручник. К., 1997 (у співавт.).